# IC 1344
IC 1344 — галактика типу S (спіральна галактика) у сузір'ї Водолій.
Цей об'єкт міститься в оригінальній редакції індексного каталогу.